# دس برومفیلد
دس برومفیلد (انگلیسی: Des Broomfield; ۶ اکتبر ۱۹۲۱ – ۵ ژوئن ۲۰۰۷) بازیکن فوتبال بود.
از باشگاه‌هایی که در آن بازی کرده‌است می‌توان به باشگاه فوتبال برایتون اند هوو آلبیون اشاره کرد.